# ハナインターナショナル
株式会社ハナインターナショナル（英: HANA INTERNATIONAL Inc.）は、兵庫県三木市に所在する建設機械の中古販売を取り扱う企業である。

## 概要
2009年、株式会社ヒョーセのフォークリフト事業部として設立。その後、2011年に中古フォークリフト専門商社として分社化され、株式会社ヒョーセの関連会社として設立された。

## 事業
フォークリフト及び建設機械の専門商社として、中古のフォークリフトを取り扱っている。社名はハナインターナショナルであるが、サイト名はハナフォークリフト。